# Gastronomía de la provincia de Cáceres

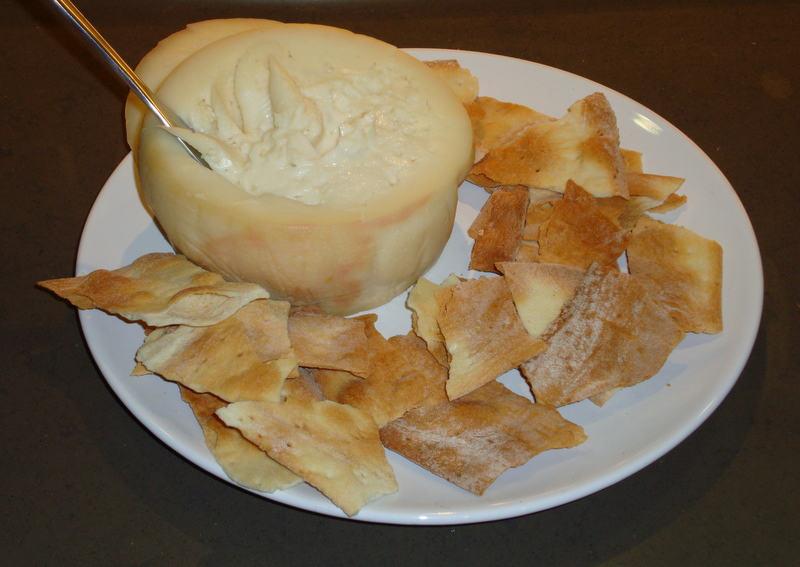
El queso más famoso de la provincia es la Torta del Casar.

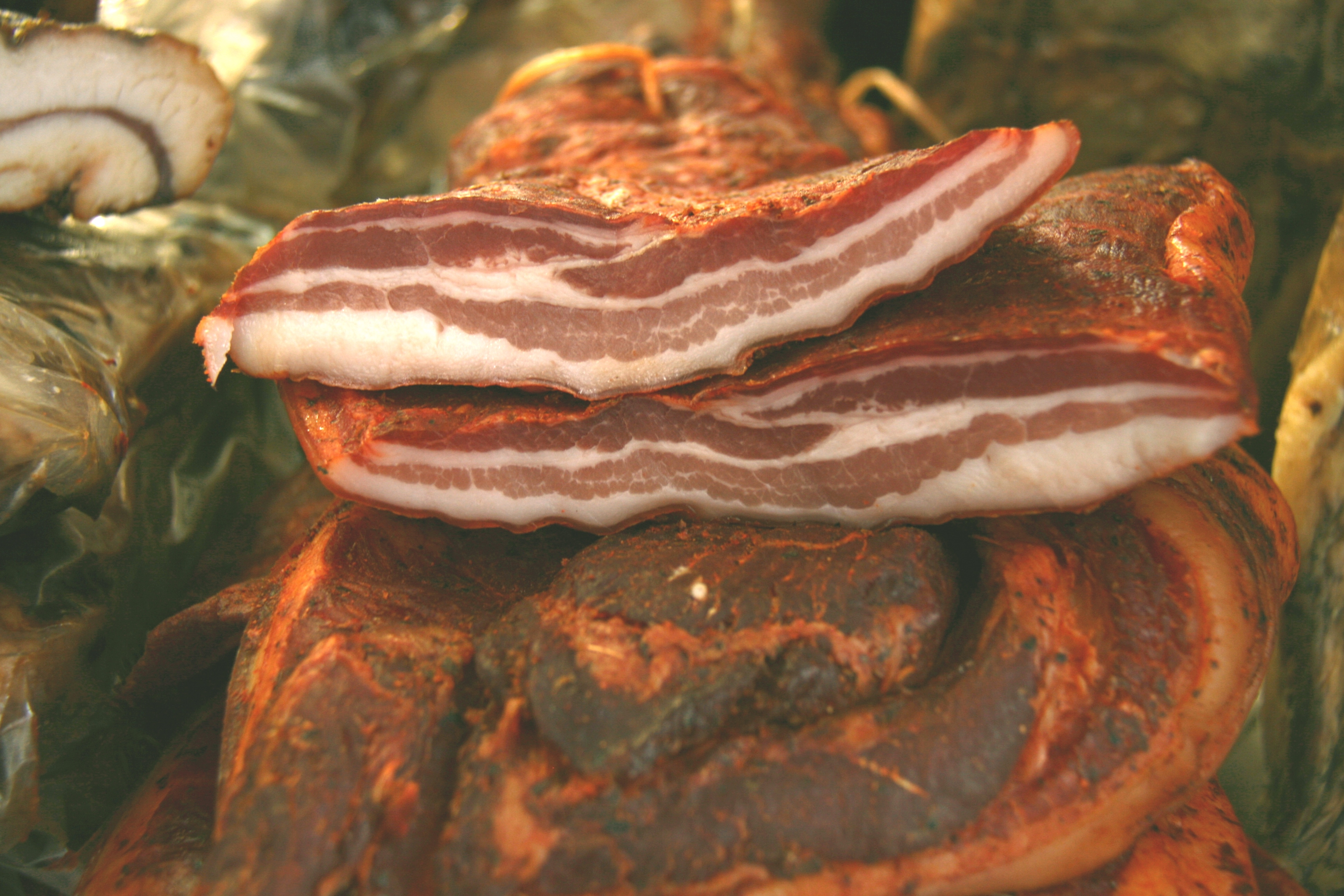
El abundante uso de pimentón en sus embutidos es característico.

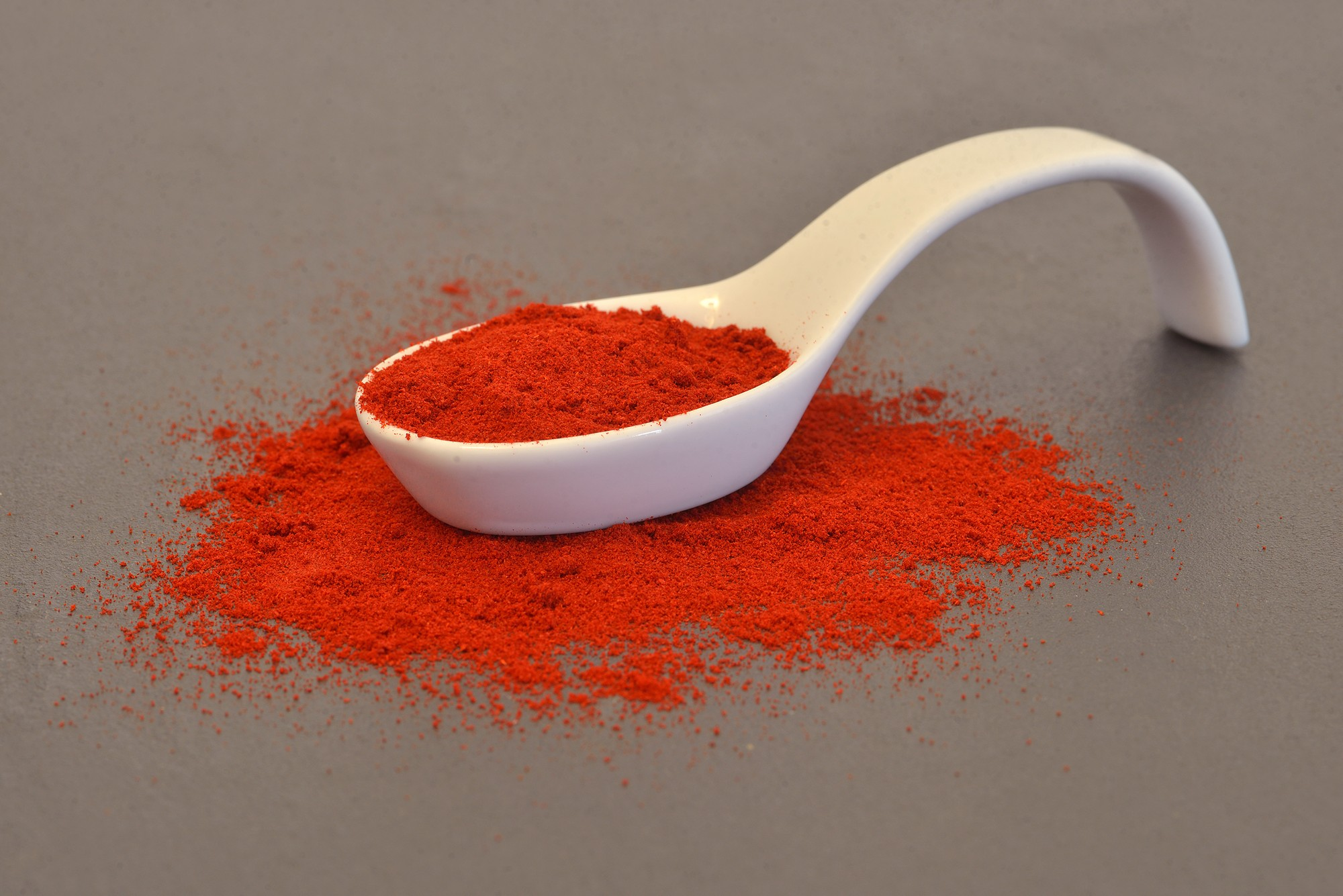
Muestra de Pimentón de la Vera.

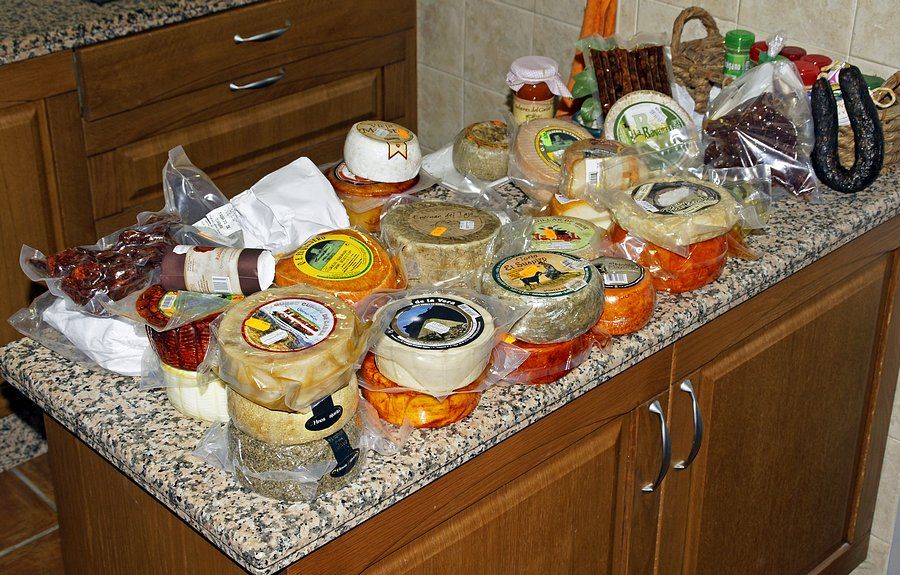
Quesos de la provincia de Cáceres

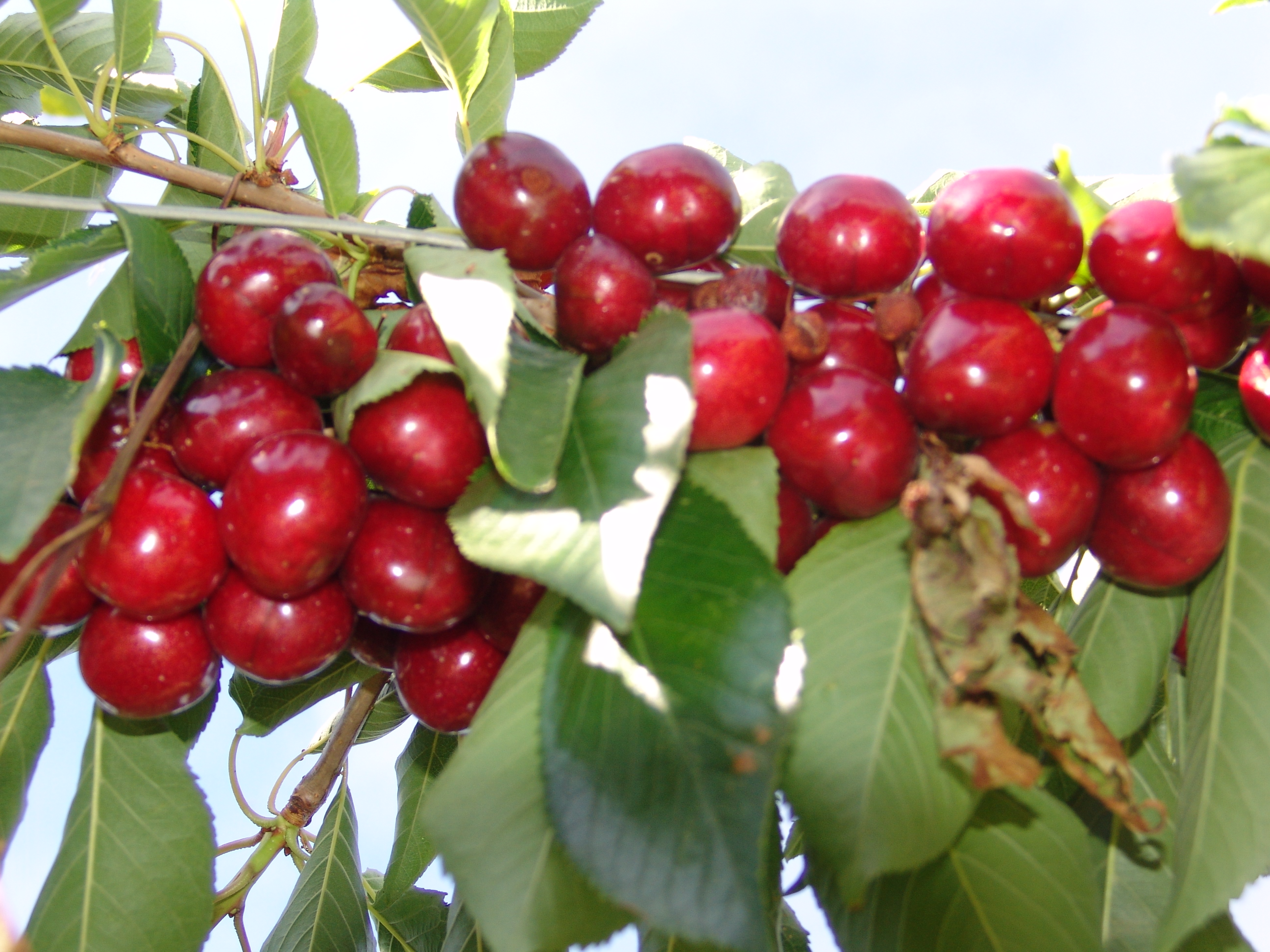
Cerezas

La gastronomía de la provincia de Cáceres corresponde al conjunto de platos y costumbres culinarias de la provincia de Cáceres (Extremadura). Tierra de matanza del cerdo y de abundantes productos porcinos, todos ellos curados con pimentón (Pimentón de la Vera). La cocina cacereña es una mezcla de pastoril y conventual. Como los de San Benito de Alcántara, Yuste o Guadalupe todos ellos han dejado un completo recetario de platos de caza y refinados postres. La influencia de la cocina portuguesa se hace notar en algunas preparaciones de repostería.

## Historia
Muchas de las recetas cacereñas se han propagado hacia Castilla mediante la romana Vía de la Plata. Uno de los platos cacereños más renombrados en los tratados culinarios españoles son las perdices al modo de Alcántara. la misión de las tropas napoleónicas es invadir Portugal, y allí destruir el inquebrantable aliado de Inglaterra. En 1807 al comienzo de la campaña de Portugal por las tropas francesas llegan al monasterio de Alcántara. El saqueo de la biblioteca hace que se revele el recetario del monasterio, en el que se encontraba esta receta junto con otras. Este recetario acaba en manos del General Junot, que acaba enviándolo a su mujer Laura Permon (duquesa de Abrantes). Ella fue quien lo divulgó por Francia, y al llegar al insigne cocinero francés Auguste Escoffier mecionó que "fue uno de los mejores trofeos de guerra".
El médico Luis de Toro escribe en 1573 un manuscrito sobre los vinos extremeños que conoció el emperador Carlos V en Yuste (lugar donde se recluyó al final de sus días), en el que se dice:

“Porque además de las variadas especies de uvas de las que algunas son ciertamente exquisitas, además de la abundancia de higos muy dulces...gozamos, como tengo dicho, de múltiples géneros de cerezas de un gusto y tamaño extraordinarios, rojas negras y de un color intermedio parecido al vino.”

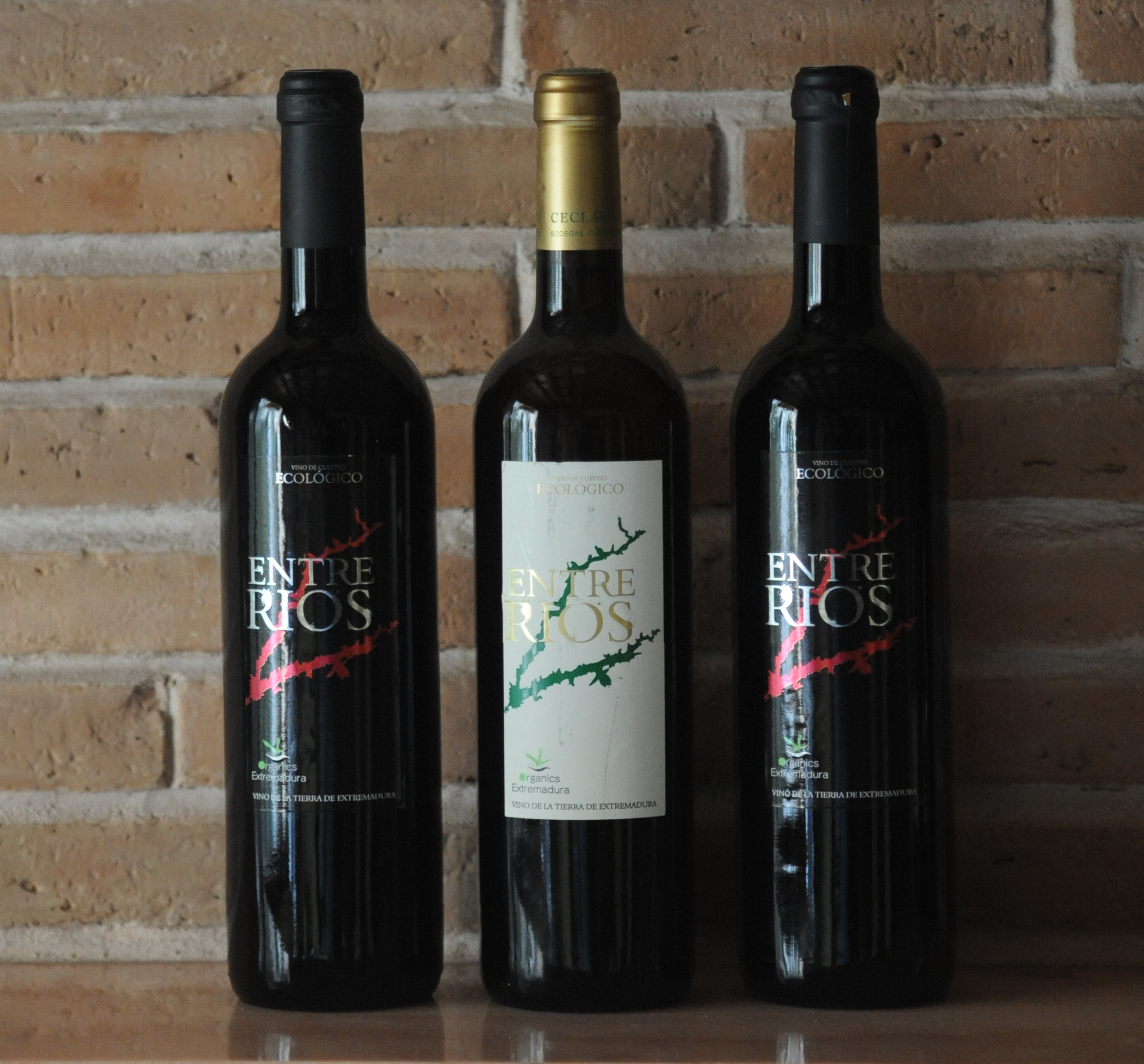
Vino de pitarra de Ceclavín

La expansión del viñedo Extremeño es relativamente importante desde principios del siglo XVII, proceso favorecido por el aumento de la demanda y consiguientemente del precio del vino. Son bien conocidos los vinos de pitarras.

## Ingredientes
Son abundante ganadería porcina, proporciona una gran cantidad de subproductos del cerdo, un ejemplo es el cabrito cuchifritu, la chirrichofla de la ciudad de Cáceres (una especie de fritada de carne, jamón, lomo, y los sobrantes de la matanza). Cabe destacar de todas las especias la del Pimentón de la Vera, tan popular que posee un museo: Museo del Pimentón de Jaraíz de la Vera. Muchos de los ingredientes mantienen la naturalidad de la época preindustrial. Entre los quesos cabe destacar la Torta del Casar, su producción abarca 36 municipios, uno de ellos Casar de Cáceres que le da nombre, así como los de Arroyo de la Luz, Malpartida, Cáceres y otros. Dentro de la carne, fue muy popular antaño el lagarto (en la actualidad prohibido), que se solía preparar guisado.

### Carnes y chacinas
La provincia es pródiga en diversas variantes de los productos cárnicos del cerdo. Entre ellos se encuentra el jamón de Montánchez, del Piornal. También son dignos de mención por su calidad los chorizos, el lomo embuchado y la patatera, elaborados con pimentón de la Vera y ajo. 
Con estos productos se elaboran los gazpachos del pastor y las pringadas (pan con picadillo de chorizo), las denominadas migas extremeñas. La denominada prueba de cerdo (carne magro de cerdo procedente de la matanza, aliñado con tomate, vino y pimentón entre otras especias), el caldillu que es un guiso de matanza. el migueh que son una migas de matanza. Es abundante tanto la caza mayor como la menor. Existe, no obstante abundancia de cordero (frite extremeño que es el cordero frito con pimentón), las criadillas (denominadas trufas), la cachuela a la cacereña, los rabos de cordero asados.

### Pescados
En Extremadura, como región interior, los pescados procedentes de la pesca fluvial. En la gastronomía se encuentran los escabeches de tencas a la cacereña. Entre el bacalao en salazón se halla el bacalao al estilo monacal de Alcántara.
La Fiesta de la tenca ha merecido ser declarada Fiesta de Interés Turístico Gastronómico de Extremadura.

### Frutas, verduras y hortalizas
Entre las frutas cabe destacar las cerezas del Valle del Jerte. El norte de la provincia, Proporciona numerosas frutas y hortalizas, cabe destacar las Fiestas del Cerezo. En el valle de la Serena se cultivan de melones y sandías. De los platos directos de la huerta se tiene el Gazpacho cacereño (con tomate, cebolla, pepino, pimiento, aceite, sal, vinagre, pan y agua). Las ensaladas de zorongollo, las patatas en escabeche, las papas temblonas (plato propio de las matanzas caseras). En Valencia de Alcántara se prepara una especie de Gazpacho denominado Aguao que consiste en cebolla agua sal una pizca de aceite y vinagre todo junto se prepara en un cuenco, es un estilo al gazpacho, antiguo plato de pobres para acompañar una sopa de tomates (por ejemplo la de Trujillo o Serradilla La Serrailla) o de patatas. Los gazpachos de espárragos de Logrosán, así como la carahamandanga, el molondrocu.

## Repostería
La repostería cacereña es simple y abundan los ejemplos de dulces conventuales. Se consumen perrunillas, buñuelos de viento, rosquillas de alfajor de Casar de Cáceres, pestiños, hornazos y mantecados. En Navalmoral de la Mata un dulce típico son los sapillos, que se toman en Semana Santa (en otras localidades se hacen similares bajo el nombre de repápalos dulces). 
En Serradilla, la llamada Pringá de Chicharrones con mantecas de la matanza. Otro dulce reconocido es el llamado Crispiones, o las floretas, estas últimas se preparaban en abundancia días antes de las bodas para agasajar a los invitados.